# أعمال هرقل
أعمال هرقل (باليونانية: δωδέκαθλον، دوديكاثلون) هي سلسلة أعمال تتعلق بالتوبة يقوم بها هرقل أقوى الأبطال اليونانيين، وهم اثنا عشر عملًا

## نبذة قصيرة
هيرا كانت تكره هرقل بشدة ولذلك وبينما هو نائم هانئًا في وسط أسرته السعيدة، بين زوجته وأبنائه، تسللت إليه ولمست جبهته وكان ذلك كافيًا ليصيبه بلوثةٍ جعلته يتوهم أن كل من يحيطون به هم أعداء يجب القضاء عليهم وبذلك اندفع هرقل دون وعي يطوح بيديه يمينًا وشمالًا وأخذت تلك اللوثة تزداد حتى هب ذات يوم من نومه في ثورة شديدة وفتك بأبنائه جميعًا وهنا شعرت أثينا بالعطف عليه فضرب رأسه بحجرها المقدس لتذهب عنه اللوثة.
وهنا أفاق هرقل واستبد به الحزن الشديد لما فعله ونفى نفسه بعيدًا عن العالم وهام شريدًا حتى انتهى به المطاف إلى معبد دلفى فجثا على ركبتيه وأخذ يتضرع للآلهة أن تهديه لطريقة يكفر بها عما فعله من إثم كبير
وعندما أحست هيرا رغبة زيوس للعفو عن هرقل، لجأت إلى وسائلها الملتوية حتى أقنعته أن يحكم على الفتى بأن يخضع للسلطان يوريسيثوس ملك أرجوس وأن يمتثل لكل ما يكلفه من أعمال
وهنا عرف الجميع ما سيلاقيه هرقل من صعاب ومشاق فأسرع كل منهم لتقديم يد العون إليه:
- منحته أثينا خوذة لرأسه
- منحه هرمز سيفًا حادًّا
- منحه أبولو سهمًا وقوسًا
- أعطاه بوسيدون جوادًا
- وهبه هيفايستوس حذاءً من نحاس
- حتى زيوس قدَّم له درعًا قوية رائعة

وكانت هيرا قد ملأت رأس الملك «يوريسيثيوس» بأفكار عجيبة عن اثني عشر عملًا من أشق وأصعب الأعمال التي يمكن تصورها وكان الجميع يعلم إن فشل هرقل في عمل واحد من تلك الأعمال فذلك يعني هلاكه والقضاء عليه وكانت تلك هي رغبة هيرا

## العمل الأول
القضاء على أسد نيميا الذي يختبئ في غابة أرجوس، والذي يقطع الطريق على الجميع ويثير الرعب والفزع في قلوب الجميع.

## العمل الثاني
القضاء على وحش ليرنا وهو هيدرا ذو 7 رِِؤوس

## العمل الثالث
على هرقل أن يأتي بالغزال الأركادي المقدس حيًّا

## العمل الرابع
على هرقل أن يأتي للملك بخنزير أريمانثوس حيًّا

## العمل الخامس
تنظيف زرائب أوجياس أمير أوليس

## العمل السادس
قتل طيور ستيمفاليان المتوحشة

## العمل السابع
القضاء على ثور كريت

## العمل الثامن
إحضار خيول ديوميد إلى أسوار طيبة

## العمل التاسع
على هرقل أن يحصل على زنار هيبوليت ملكة نساء الأمازون

## العمل العاشر
أمر الملك هرقل بالرحيل إلى قادش للقضاء على وحش جيريو والاستيلاء على ثيرانه

## العمل الحادي عشر
قرر الملك أن يرسل هرقل إلى أرض بعيدة موحشة ليحضر له منها تفاحات الهسبيريديا الذهبية

## العمل الثاني عشر
أمر الملك هرقل أن يحضر له الكلب كروبيروس حارس أبواب العالم السفلي